# Унеско
Организација Уједињених нација за образовање, науку и културу (енгл. United Nations Educational, Scientific and Cultural Organization; фр. Organisation des Nations unies pour l'éducation, la science et la culture), верб. скр. Унеско (од енгл. UNESCO — акр. скр. УНЕСКO), специјална је организација Уједињених нација базирана у Паризу. Основана 16. новембра 1945. године, када је потписан „Статут Унеска”, који је на снагу ступио 4. новембра 1946. године, ратификацијом у 20 земаља. Основни циљ организације је да допринесе миру и сигурности кроз подржавање сарадње међу нацијама кроз образовање, науку и културу као метод поспешивања универзалног поштовања правде, закона, људских права и основних људских слобода. Она је наследница Међународног комитета за интелектуалну сарадњу Друштва народа.
Унеско има 195 земаља чланица и десет придружених чланова. Главно седиште организације је у Паризу са преко 50 канцеларија широм света. Већина њених теренских седишта су канцеларије „кластера” које покривају три или више земаља; постоје и националне и регионалне канцеларије. Од новембра 2017. године генерални директор Унеска је Одре Азул.
Унеско остварује своје циљеве кроз пет главних програма: образовање, природне науке, друштвене/хуманистичке науке, култура и комуникација/информације. Пројекти у Унесковом спонзорству обухватају писменост, техничке и учитељске програме, међународне научне програме, промоцију независних медија и слободе штампе, регионалне и културне историјске пројекте, промовисање културног диверзитета, преводе светске литература, споразуме о међународној сарадњи ради очувања светске културне и природне баштина (Светске баштине) и очување људских права, и покушају премошћавања светске дигиталне поделе. Исто тако је члан групе за развој Уједињених нација.
Унесков циљ је „да допринесе изградњи мира, ерадикацији сиромаштва, одрживом развоју и интеркултуралном дијалогу кроз образовање, науку, културу, комуникацију и информисање”. Други приоритети организације укључују достизање квалитета образовања за све и доживотног учења, решавање нових социјалних и етичких изазова, неговање културног диверзитета, културе мира и изградња инклузивних образованих друштава кроз информисање и комуникацију.
Шири циљеви и настојања међународне заједнице — како је наведено у међународно договореним развојним циљевима, укључујући и Миленијумске циљеве развоја (MDGs) — су у основи свих Унескових стратегија и активности.

## Мисија и циљеви
Мисија Унеска је допринос изградњи мира, смањењу сиромаштва, промовисању одрживог развоја и интеркултуралног дијалога кроз образовање, науку, културу, комуникацију и информисање. Организација се фокусира, нарочито, на два глобална приоритета: Африка и равноправност полова.
Остали приоритети Организације односе се на стицање квалитетног образовања за све и могућности целоживотног учења, пре свега обраћајући се новим друштвеним и етичким изазовима; неговање културне разноликости и културе мира.
Шири циљеви и конкретни задаци међународне заједнице — како је утврђено у међународно договореним циљевима развоја, укључујући и Миленијумске развојне циљеве — подржани су путем свих Унескових стратегија и активности.

## Историја
Унеско и његов мандат за међународну сарадњу могу се пратити уназад од резолуције Друштва народа 21. септембра 1921, да се изабере Комисија за проучавање изводљивости. Дана 18. децембра 1925, Међународни биро за образовање (IBE) је започео са радом као невладина организација организација у служби међународног образовног развоја. Међутим, почетак Првог светског рата је углавном узроковао прекид рада ових претходничких организација.
Након потписивања Атлантске повеље и Декларације уједињених нација, Конференција савезничких министара образовања (CAME) зе започела са састанцима у Лондону, што је настављено од 16. новембра 1942 до 5. децембра 1945. Дана 30. октобра 1943, неопходност постојања међународне организације изражена је у виду Московске декларације, с којом су се сложили Кина, Велика Британија, Сједињене Државе и СССР. Томе су следили предлози Думбартон Окс конференције од 9. октобра 1944. По предлогу CAME и у складу са препорукама Конференције Уједињених нација о међународној организацији (UNCIO), одржаној у Сан Франциску током априла–јуна 1945, Конференција Уједињених нација за успостављање образовне и културне организације (ECO/CONF) је била сазвана у Лондону 1–16. новембра 1945. Њој су присуствовали представници 44 владе. Проминентна фигура у иницијативи за Унеско UNESCO је био Раб Батлер, министар образовања за Уједињено Краљевство. На ECO/CONF је уведен устав Унеска, кога су потписале 37 земље, и успостављена је припремна комисија. Припремна комисија је деловала између 16. новембара 1945, и 4. новембра 1946 — датума кад је Унеско устав ступио на снагу са депоновањем двадесетог ратификовања од стране државе чланице.
Прва Генерална конференција је одржана од 19. новембра до 10. децембра 1946, и изабран је др. Џулијан Хаксли за генералног директора. Устав је измењен новембра 1954. године када је Генерална конференција одлучила да су чланови Извршног одбора представници влада држава чији су држављани и да, за разлику од раније праксе, не делују у свом личном капацитету. Ова промена у управи чини Унеско различитим од свог претходника, CICI, у погледу начина на који земље чланице сарађују у областима компетентности организације. Како су државе чланице сарађивале током времена на остваривању Унесковог мандата, политички и историјски фактори су обликовали операције организације, нарочито током Хладног рата, процеса деколонизације и распада Совјетског Савеза.
Међу главним достигнућима организације је њен рад против расизма, на пример путем утицајних изјава о раси почевши од декларације антрополога (међу којима је био Клод Леви-Строс) и других научника 1950. године и завршно са Декларацији о раси и расним предрасудама из 1978. године. Године 1956, Јужноафричка Република се повукла из Унеска тврдећи да неке од публикација ове организације представљају „мешање” у „расне проблеме” те земље. Јужноафричка Република је поново приступила организацији 1994. под вођством Нелсона Манделе.
Униесков рани рад на пољу образовања је обухватао пилот пројекат на фундаменталном образовању у Марбијалској долини у Хаитима, започет 1947. године. Овом пројекту су следиле експертне мисије у другим земљама, укључујући, на пример, мисију у Авганистану 1949. године.
Године 1948, Унеско је препоручио да земље чланице треба да уведу слободно мандаторно и универзално основно образовање.
Године 1990, Светска конференција за образовање за све, у Жомтиену, Тајланд, покренула је глобални покрет за пружање основног образовања за сву децу, младе и одрасле. Десет година касније, Светски образовни форум из 2000. који је одржан у Дакару, Сенегал, при чему су владе чланица подстакнуте да се обавежу на остваривање основног образовања за све до 2015. године.
Унескове ране активности на пољу културе обухватале су, на пример, Нубијску кампању, лансирану 1960. године. Циљ кампање је био да се помери Велики храм Абу Симбела да га не би преплавио Нил након изградње Асуанске бране. Током двадесетогодишње кампање, 22 монумента и архитектонска комплекса је релоцирано. То је била прва и највећа у серији кампања укључујући Мохенџо-даро (Пакистан), Фес (Мароко), Катманду (Непал), Борободур (Индонезија) и Акропољ (Грчка). Рад организације на баштини је довео до усвајања, 1972. године, Конвенције о заштити светске културне и природне баштине.

## Активности
Унеско своје активности спроводи кроз пет програмских области: образовање, природне науке, социологија, култура и комуникације. Унеско такође спонзорише пројекте за писменост, развој технике и педагогије, међународне науке, пројекте регионалне културне историје, пројекте промовисања културне разноликости, програм управљања друштвеним променама, програм посвећен резерватима биосфере и програме који подржавају међународне договоре o чувању свјетске културне и природне баштине.
Једна од улога Унеска је да одржава листу мјеста свјетске природне и културне баштине. Та мјеста се сматрају важним природним или историјским мјестима или објектима чије очување је важно за цјелокупну свјетску заједницу. Унеско, с друге стране, није одговоран да одржава или штити мјесто које је на њиховим листама.
- Образовање: Унеско пружа међународну подршку у стварању образованијих друштава са могућностима образовања за свакога; подржава истраживања везана за упоредно образовање; и пружа експертизу и подстиче способност земаља да понуде квалитетно образовање за све. Ово укључује:
  - Осам специјализованих института;
  - Унескове катедре, међународна мрежу од 644 Унескових катедри, које укључују преко 770 институција у 126 земаља;
  - Организација за заштиту животне средине;
  - Организација Међународне конференције о образовању одраслих (КОНФИНТЕА) у периоду од 12 година;
  - Унеско АСПнет, међународна мрежа од 8.000 школа у 170 земаља.

Унеско не акредитује институције или високошколско образовање.
- Унеско такође издаје јавна саопштења с циљем информисања јавности:
  - Севиљско саопштење о насиљу: Саопштење усвојено од стране Унеска 1989. године с циљем оповргавања идеје да људи имају биолошку предиспозицију за организовано насиље.
- Утврђује пројекте и места од културног и научног значаја, као што су:
  - Међународна мрежа геопаркова;
  - Резервати биосфере, кроз Програм Човек и биосфера (МАБ), од 1971. године;
  - Град књижевности. Године 2007, први град који је добио ову титулу је Единбург;
  - Угрожени језици и пројекат језичке разноликости;
  - Ремек-дела усменог и нематеријалног наслеђа човечанства;
  - Међународни регистар „Памћење света“, од 1997;
  - Управљање водним ресурсима, кроз Међународни хидролошки програм (ИХП), од 1965. године;
  - Светска баштина;
- Подстицање „слободног протока идеја кроз слике и речи“ путем:
  - Промовисања слободе изражавања, слободе штампе и приступа информацијама, кроз Међународни програм за развој комуникације и програма;

комуникације и информисаности;
- - Промовисање универзалног приступа ИКТ, кроз Програм информације за све (ИФАП);
  - Промовисање плурализма и културне разноликости у медијима.
- Промовисање догађаја, као што су:
  - Међународна декада за промоцију културе мира и ненасиља за децу света: декада 2001—2010, проглашена од стране УН-а у 1998. години;
  - Светски дан слободе штампе, 3. маја сваке године, промовише слободу изражавања и слободу штампе, као основно људско право и као кључну компоненту сваког здравог, демократског и слободног друштва;
  - Крианс есперанса (Дете наде) у Бразилу, у партнерству са Реде Глобо, с циљем прикупљања средстава за пројекте усмерене ка подстицању социјалне интеграције и превенције насиља;
  - Међународни дан писмености;
  - Међународна година културе мира
- Оснивање и финансирање пројеката, као што су:
  - Иницијатива Миграција музеја;
  - Унеско-ЦЕПЕС, Европски центар за високо образовање: основан 1972. године у Букурешту, Румунија, као децентрализована канцеларија на промовисање међународне сарадње у високошколском образовању у Европи, као и у Канади, САД и Израелу;
  - Каталог слободног софтвера: од 1998. године Унеско и Free Software Foundation заједнички финансирају овај пројекат каталогизације слободног софтвера;
  - ФРЕШ фокусирање на ефикасну здравствену заштиту школске деце;
  - ОАНА, организација Азијско-пацифичких новинских агенција;
  - Међународни савет за науку;
  - Амбасадори добре воље Унеска;
  - АСОМПС, Азијски симпозијум о лековитом биљу и зачинима, низ научних скупова који се одржавају у Азији;
  - Ботаника 2000, програм који подржава таксономију, и биолошку и културну разноликост лековитог и украсног биља, као и њихову заштиту од загађења животне средине.

## Празници Унеска
Листа празника Унеска
| Датум                  | Празник                                                     |
| ---------------------- | ----------------------------------------------------------- |
| 27. јануар             | Међународни дан сећања на жртве Холокауста                  |
| 13. фебруар            | Светски дан радија                                          |
| 21. фебруар            | Међународни дан матерњег језика                             |
| 8. март                | Међународни дан жена                                        |
| 20. март               | Међународни дан франкофоније                                |
| 21. март               | Светски дан поезије                                         |
| 21. март               | Међународни дан елиминације расне дискриминације            |
| 22. март               | Светски дан вода                                            |
| 2. април               | Међународни дан књиге за децу                               |
| 23. април              | Светски дан књиге и ауторских права                         |
| 30. април              | Међународни дан џеза                                        |
| 3. мај                 | Светски дан слободе штампе                                  |
| 21. мај                | Светски дан за културну разноликост за дијалог и развој     |
| 22. мај                | Међународни дан биолошке разноликости                       |
| 25. мај                | Дан Африке                                                  |
| 5. јун                 | Светски дан заштите животне средине                         |
| 8. јун                 | Светски дан океана                                          |
| 21. јун                | Међународни дан јоге                                        |
| 18. јул                | Међународни дан Нелсона Манделе                             |
| 9. август              | Међународни дан сиромашних                                  |
| 12. август             | Међународни дан младих                                      |
| 23. август             | Међународни дан за сећање на трговину робљем и њену забрану |
| 8. септембар           | Међународни дан писмености                                  |
| 15. септембар          | Међународни дан демократије                                 |
| 21. септембар          | Међународни дан мира                                        |
| 5. октобар             | Светски дан наставника                                      |
| 11. октобар            | Светски дан девојчица                                       |
| Друга среда у октобру  | Међународни дан ублажавања последица природних катастрофа   |
| 17. октобар            | Међународни дан за искорењење сиромаштва                    |
| 20. октобар            | Светски дан статистике                                      |
| 27. октобар            | Светски дан очувања аудио визуелне баштине                  |
| 10. новембар           | Светски дан науке                                           |
| 3. четвртак у новембру | Светски дан филозофије                                      |
| 16. новембар           | Међународни дан толеранције                                 |
| 19. новембар           | Међународни дан мушкараца                                   |
| 25. новембар           | Међународни дан елиминације насиља над женама               |
| 29. новембар           | Међународни дан солидарности са палестинским становништвом  |
| 1. децембар            | Светски дан борбе против сиде                               |
| 10. децембар           | Дан људских права                                           |
| 18. децембар           | Међународни дан миграната                                   |
| 18. децембар           | Светски дан арапског језика                                 |

## Генерални директори Унеска од оснивања
- Џулијан Хаксли — Велика Британија (1946—1948)
- Хаиме Торес Бодет — Мексико (1948—1952)
- Џон Вилкинсон Тејлор — САД (1952—1953)
- Лутер Еванс — САД (1953—1958)
- Витонино Веронезе — Италија (1958—1961)
- Рене Мау — Француска (1961—1974)
- Амаду-Махтар М’Боу — Сенегал (1974—1987)
- Федерико Мејор Зарагоза — Шпанија (1987—1999)
- Коичиро Мацура — Јапан (1999—2009)
- Ирина Бокова — Бугарска (2009—2017)
- Одре Азуле - Француска (2017—данас)